# Казинка (Тамбовская область)
Кази́нка — деревня в Ржаксинском районе Тамбовской области, относится к Гавриловскому сельсовету.

## География
Располагается вдоль берега реки Сухая Ржакса, другой берег реки холмистый и у местного населения носит название «Гора Бесика». Состоит деревня из трех частей — Мордвиновка, Непобедимая и Некраски.

## История
В период развития коллективного хозяйства на территории деревни было несколько животноводческих ферм. Население Казинки занимается сельским хозяйством и подсобной деятельностью. Самые распространенные фамилии у местных жителей Бугров, Иванов и Григорьев. В эпоху перестройки и распада СССР большинство молодёжи покинуло деревню перебралось в районный центр Ржакса и другие города.
С древнейших времён и по настоящее время в деревне ходит легенда «О большом камне». Якобы давным-давно, во времена Золотой Орды, под камнем на горе Бесика близ реки Сухая Ржакса имеется старинный колодец с сокровищами, оставшимися после набегов на Рязанское княжество. С тех пор было много смельчаков, пробовавших сдвинуть тот камень с места, в том числе используя тяжёлую технику. Но так или иначе все попытки оставались безрезультатными, и по сей день огромный камень величаво смотрит с горы на забытое место и гордо хранит тайну столетий….

## Население
| 2002 | 2010 |
| ---- | ---- |
| 108  | ↘83  |

### Известные жители
- Иванов, Виктор Николаевич (1932—2016) — генерал-лейтенант, начальник ГНИИЦКС МО СССР (1988—1992).